# 三社神社 (さいたま市)
三社神社（さんしゃじんじゃ）は、埼玉県さいたま市岩槻区の神社。

## 歴史
創建年代は不明である。ただ江戸時代後期の地誌『新編武蔵風土記稿』には掲載されていることから、少なくとも江戸時代後期には既に存在していたものと推測される。
「三社神社」という社名、三間社流造という建築様式から、三柱の神を祭神として祀っていたと推測されるが、『風土記稿』には、祭神名が不明となっており、代わりに本地仏として観音菩薩・毘沙門天・大威徳明王が安置されている。明治以降の『神社明細帳』には、祭神を天照皇大神・月弓皇大神・宇迦能売命としているが、その根拠は不明である。
1872年（明治5年）、近代社格制度に基づく「村社」に列せられた。

## 交通アクセス
- 豊春駅より徒歩14分。